# Brasilianische Männer-Handballnationalmannschaft
Die brasilianische Männer-Handballnationalmannschaft repräsentiert den Handballverband Brasiliens als Auswahlmannschaft auf internationaler Ebene bei Länderspielen im Handball gegen Mannschaften anderer nationaler Verbände.

## Geschichte
Die Confederação Brasileira de Handebol ist seit 1954 Mitglied in der Internationalen Handballföderation (IHF) und seit 2019 in der Süd- und zentralamerikanischen Handballkonföderation (SCAHC).
Bei der Weltmeisterschaft 1958 nahm Brasilien erstmals an einem großen internationalen Turnier teil und belegte den 15. und vorletzten Platz. Erst 1995 qualifizierte man sich erneut für eine WM, seither war man bei jedem Turnier dabei. Als zweitplatzierte Mannschaft bei den Panamerikanischen Spielen 1991 und Panamerikanischen Spielen 1995 nahm man nach der Absage der siegreichen kubanischen Mannschaft für die Olympischen Spiele im Jahr darauf an den Wettbewerben 1992 in Barcelona und 1996 in Atlanta teil. Für die Spiele 2004 in Athen und 2008 in Peking qualifizierte sich Brasilien als Sieger der Panamerikanischen Spiele 2003 bzw. 2007. Als Gastgeber der Olympischen Spiele 2016 erreichte das Team mit dem siebten Platz ihre beste Platzierung. Bei der Weltmeisterschaft 2019 kam man auf den neunten Rang. Bei der Weltmeisterschaft 2025 scheiterte man erst im Viertelfinale am späteren Weltmeister Dänemark.

## Internationale Großereignisse

### Olympische Spiele
- Olympische Spiele 1972: nicht qualifiziert
- Olympische Spiele 1976: nicht qualifiziert
- Olympische Spiele 1980: nicht qualifiziert
- Olympische Spiele 1984: nicht qualifiziert
- Olympische Spiele 1988: nicht qualifiziert
- Olympische Spiele 1992: 12. Platz (von 12 Mannschaften)

Kader: José Ronaldo do Nascimento (6 Spiele/21 Tore), Iván Bruno Maziero (6/9), Milton Fonseca Pelissari (5/11), Paulo Moratore (6/15), Rodrigo Hoffelder (5/6), Marcelo Minhoto Sampaio (6/0), Osvaldo Inocente Filho (6/0), José Luiz Aguiar e Ramalho (6/6), Sérgio Carnasciali (6/18), Drean Dutra (4/5), Gilberto Cardoso (4/6), José Luiz Vieira (5/17), Cláudio Brito (2/1), Edson Rizzo (5/4). Trainer: Antonio Carlos Simões.
- Olympische Spiele 1996: 11. Platz (von 12 Mannschaften)

Kader: Carlos Ertel (1 Spiel/2 Tore), José Ronaldo do Nascimento (6/21), Agberto Correa de Matos (1/2), Iván Bruno Maziero (6/8), Winglitton Rocha Barros (5/17), Milton Fonseca Pelissari (6/19), Ivan Raimundo Pinheiro (6/13), Marcos Antônio Cezar (5/1), Fausto Steinwandter (6/10), Paulo Moratore (5/3), Rodrigo Hoffelder (6/20), Marcelo Minhoto Sampaio (6/0), Cezar Stelzner de Lima (3/0), Edison Alves Freire (2/2), Daniel Pinheiro (4/13), Osvaldo Inocente Filho (2/0). Trainer: Alberto Rigolo.
- Olympische Spiele 2000: nicht qualifiziert
- Olympische Spiele 2004: 10. Platz (von 12 Mannschaften)

Kader: Maik Santos (6 Spiele/0 Tore), Renato Rui (6/14), Bruno Bezerra de Menezes Souza (6/28), Hélio Justino (6/17), Alexandre Vasconcelos (6/1), Bruno Santana (6/7), Adalberto Pereira da Silva Nascimento (6/24), Daniel Baldacin (6/7), José Ronaldo do Nascimento (6/5), Jaqson Luiz Kojoroski (6/16), Agberto Correa de Matos (5/0), Iván Bruno Maziero (6/4), Jair Henrique Alves Júnior (5/6), Gustavo Henrique Lopes da Silva (5/2), Eduardo Henrique dos Reis (1/2). Trainer: Alberto Rigolo.
- Olympische Spiele 2008: 11. Platz (von 12 Mannschaften)

Kader: Maik Santos (5 Spiele/0 Tore), Fernando Pacheco Filho (5/20), Carlos Ertel (5/14), Renato Rui (5/8), Bruno Bezerra de Menezes Souza (5/16), Leonardo Bortolini (5/12), Hélio Justino (5/9), Alexandre Vasconcelos (5/0), Silvio Laureano (5/6), Alexandre Silva (5/8), Felipe Borges (5/21), Bruno Santana (5/8), Jardel Pizzinato (5/0), Guilherme Oliveira (5/5). Trainer:  Jordi Ribera.
- Olympische Spiele 2012: nicht qualifiziert
- Olympische Spiele 2016: 7. Platz (von 12 Mannschaften)

Kader: Henrique Teixeira (6 Spiele/12 Tore), João Pedro Francisco da Silva (6/10), Lucas Cândido (5/5), José Guilherme de Toledo (6/21), Diogo Hubner (6/3), Thiagus Petrus (6/22), Alexandro Pozzer (6/20), Fábio Chiuffa (6/25), Oswaldo Guimarães (6/6), Leonardo Santos (6/6), André Soares (6/13), Haniel Langaro (6/21), Maik Santos (6/0), César Almeida (6/0). Trainer:  Jordi Ribera.
- Olympische Spiele 2020: 10. Platz (von 12 Mannschaften)

Kader: Rangel da Rosa (5 Spiele/0 Tore), Rogerio Moraes Ferreira (5/9), Guilherme Torriani (5/0), Henrique Teixeira (1/0), João Pedro Francisco da Silva (5/21), José Guilherme de Toledo (2/0), Thiagus Petrus (5/3), Fábio Chiuffa (5/21), Haniel Langaro (5/20), Felipe Borges (5/5), Vinicius Teixeira (5/6), Leonardo Dutra (5/20), Thiago Ponciano (5/4), Leonardo Tercariol (5/2), Gustavo Rodrigues (4/12), Rudolph Hackbarth (3/5). Trainer: Marcus Ricardo de Oliveira.

### Weltmeisterschaften
- Weltmeisterschaft 1938: nicht teilgenommen
- Weltmeisterschaft 1954: nicht teilgenommen
- Weltmeisterschaft 1958: 15. Platz (von 16 Mannschaften)
- Weltmeisterschaft 1961: Teilnahme zurückgezogen
- Weltmeisterschaft 1964: nicht teilgenommen
- Weltmeisterschaft 1967: nicht teilgenommen
- Weltmeisterschaft 1970: nicht teilgenommen
- Weltmeisterschaft 1974: nicht qualifiziert
- Weltmeisterschaft 1978: nicht teilgenommen
- Weltmeisterschaft 1982: nicht teilgenommen
- Weltmeisterschaft 1986: nicht qualifiziert
- Weltmeisterschaft 1990: nicht qualifiziert
- Weltmeisterschaft 1993: Teilnahme zurückgezogen
- Weltmeisterschaft 1995: 24. Platz (von 24 Mannschaften)

Kader: Alex Fonseca da Silva, Iván Raimondo Pinheiro, Fausto Steinwandter, Hélio Justino, José Ronaldo do Nascimento, Eduardo Henrique dos Reis, Daniel Pinheiro Andrade, Gilberto Jesus Cardoso, Milton Fonseca Pelissari, Iván Bruno Maziero, Agberto Correa de Matos, Marcelo Minhoto Sampaio, Paulo Rogerio Moratori, Claudio Oliveira Brito, Oswaldo Inocente Filho, Wingliton Rocha Barros. Trainer: Marcelo Cavichiolo.
- Weltmeisterschaft 1997: 24. Platz (von 24 Mannschaften)

Kader: Alex Fonseca da Silva, César Stelziner Lima, Marcos Paulo Santos, Bruno Bezerra de Menezes Souza, Fabio dos Santos, Carlos Alberto Silva, Gilberto Jesus Cardoso, Eduardo Amorosino, Alexandre Flavio Folhas, Luis Gustavo Puic, Agberto Correa de Matos, Fernando Coelho, Flavio Cassillatti, Julio Calil, Iván Bruno Maziero, Eduardo Henrique dos Reis. Trainer: Alberto Rigolo.
- Weltmeisterschaft 1999: 16. Platz (von 24 Mannschaften)

Kader: Alex Fonseca da Silva, Airton Couto Nunes, Iván Rimundo, Carlos Alberto Silva, Carlos Ertel, Gustavo Henrique, Alexandre Flavio Folhas, Fabio Ferraresi, Leonardo Luis, Hélio Justino, Bruno Bezerra de Menezes Souza, Alexandre Morelli, Winglitton Rocha Barros, Renato Rui, Eduardo Henrique dos Reis, Marcos Paulo Santos. Trainer: Waldyr Antonio.
- Weltmeisterschaft 2001: 19. Platz (von 24 Mannschaften)

Kader: Daniel Baldacin, Winglitton Rocha Barros, Leonardo Bortolini, César Stelziner Lima, Marcos Antonio Cezar, Alberto Correa Matos, Iván Bruno Maziero, José Ronaldo do Nascimento, Airton Couto Nunes, Milton Fonseca Pelissari, Renato Rui, Marcos Paulo Santos, Bruno Bezerra de Menezes Souza, Fabio Ferrares Vanini, Alexandre Vasconcelos. Trainer: Sérgio Hortelan.
- Weltmeisterschaft 2003: 22. Platz (von 24 Mannschaften)

Kader: Maik Santos (5 Spiele/0 Tore), Alexandre Flavio Folhas (5/9), Jardel Pizzinatto (5/0), Sidney Santos Costa Linhares (5/15), Ricardo Miles (2/0), Marcos Paulo Santos (5/0), Bruno Santana (4/7), Jair Henrique Alves Júnior (5/3), Renato Rui (5/5), Hélio Justino (5/17), Daniel Baldacin (5/2), Carlos Ertel (5/12), José Ronaldo do Nascimento (2/1), Bruno Bezerra de Menezes Souza (5/36), Agberto Correa de Matos (4/7), Eduardo Henrique dos Reis (3/4). Trainer: Alberto Rigolo.
- Weltmeisterschaft 2005: 19. Platz (von 24 Mannschaften)

Kader: Jaime Souza Torres (5 Spiele/0 Tore), André Martins Soares (4/2), Fernando Pacheco Filho (5/21), Luiz Carlos de Araújo Júnior (3/0), Bruno Santana (5/5), Diogo Henrique de Souza (5/2), Renato Rui (5/14), Danilo Paulino (5/12), Leonardo Bortolini (5/4), Luis Fernando Gaeta (5/5), Gustavo Nakamura (5/14), Alexandre Rodriguez da Silva (4/3), Marcos Paulo Santos (5/0), Diogo Hubner (4/7), Vinícius Soares (5/15). Trainer: Washington Nunes.
- Weltmeisterschaft 2007: 19. Platz (von 24 Mannschaften)

Kader: Maik Santos (6 Spiele/0 Tore), Alexandre Vasconselos (2/0), Marcos Paulo Santos (3/0), Alexandre Flavio Folhas (5/2), Leonardo Bortolini (6/26), Bruno Santana (6/6), Renato Rui (6/16), Fabio Ferrares Vanini (5/14), Hélio Justino (4/10), Felipe Borges (6/17), Carlos Ertel (5/12), Danilo Paulino (5/9), Fernando Pacheco Filho (6/27), Claudiomiro Costa (5/1), Luiz Carlos de Araújo Júnior (3/0), Guilherme Rosa (6/17), Gustavo Nakamura (5/7). Trainer:  Jordi Ribera.
- Weltmeisterschaft 2009: 21. Platz (von 24 Mannschaften)

Kader: Maik Santos (9 Spiele/0 Tore), Jaime Souza Torres (9/0), Felipe Gaeta (6/11), Dija Cruz (8/16), Diogo Hubner (9/22), Adalberto Silva (2/0), Sílvio Alvim de Laureano (9/12), Felipe Borges (9/61), Marcelo Didier (9/3), Carlos Ertel (7/13), Ales Silva (8/10), Babo Silva (7/8), Diogo Souza (9/15), Edinaldo Silva (8/22), Júlio Cesar Camilo Gomes (9/12), Uelington da Silva (8/32). Trainer: Washington Nunes.
- Weltmeisterschaft 2011: 21. Platz (von 24 Mannschaften)

Kader: Alexandre Vasconselos (7 Spiele/0 Tore), Ricardo Miles (7/0), Leonardo Terçariol (7/0), Fernando Pacheco Filho (7/24), Leonardo Bortolini (7/34), Renato Rui (7/12), Gil Pires (7/9), Felipe Borges (7/27), Fábio Chiuffa (7/13), Alexandro Pozzer (7/5), Vinícius Teixeira (7/20), Ales Silva (3/8), Jaqson Kojoroski (7/1), Thiagus Petrus (3/6), Gustavo Nakamura (7/25), Daniel Bonfim (7/3), Guilherme Rosa (7/9). Trainer:  Javier García Cuesta.
- Weltmeisterschaft 2013: 13. Platz (von 24 Mannschaften)

Kader: Ricardo Miles (6 Spiele/0 Tore), César Almeida (6/0), Thiago Santos (6/6), Diogo Hubner (6/4), Arthur Patrianova (6/22), Lucas Cândido (6/14), Gil Pires (6/2), Felipe Borges (6/22), Fábio Chiuffa (6/2), Alexandro Pozzer (6/5), Vinícius Teixeira (6/15), Fernando Pacheco Filho (6/28), Guilherme Valadão (6/3), Thiagus Petrus (6/5), Gustavo Nakamura (6/12), Oswaldo Guimarães (6/8). Trainer:  Jordi Ribera.
- Weltmeisterschaft 2015: 16. Platz (von 24 Mannschaften)

Kader: Ricardo Miles (6 Spiele/0 Tore), César Almeida (6/0), Henrique Teixeira (6/2), João Pedro Francisco da Silva (6/19), Arthur Patrianova (6/5), Lucas Cândido (6/9), Diogo Hubner (6/2), Felipe Borges (6/31), Fábio Chiuffa (6/24), Alexandro Pozzer (6/12), Vinícius Teixeira (6/5), Fernando Pacheco Filho (6/13), Guilherme Valadão (6/13), José Guilherme de Toledo (6/11), Thiagus Petrus (6/19), Gustavo Nakamura (6/6). Trainer:  Jordi Ribera.
- Weltmeisterschaft 2017: 16. Platz (von 24 Mannschaften)

Kader: Maik Santos (6 Spiele/1 Tor), César Almeida (6/1), Henrique Teixeira (6/8), João Pedro Francisco da Silva (6/18), Leonardo Dutra (2/0), Guilherme Torriani (6/2), Lucas Cândido (6/2), Fábio Chiuffa (6/24), Cleryston Novais (6/6), Alexandro Pozzer (6/21), Rogério Moraes Ferreira (6/2), José Guilherme de Toledo (6/29), Thiago Petrus (2/1), Oswaldo Guimarães (6/2), Gabriel Ceretta (6/0), Thiago Ponciano (6/3), Haniel Langaro (6/28). Trainer: Washington Nunes.
- Weltmeisterschaft 2019: 09. Platz (von 24 Mannschaften)

Kader: Leonardo Terçariol (8 Spiele/3 Tore), César Almeida (8/1), Henrique Teixeira (8/6), Felipe Borges (8/30), Fábio Chiuffa (8/17), Cleryston Novais (7/2), Rudolph Hackbarth (8/16), Alexandro Pozzer (8/13), Vinícius Teixeira (8/10), Guilherme Valadão (8/8), José Guilherme de Toledo (8/37), Thiagus Petrus (8/8), Haniel Langaro (8/37), Raul Nantes (8/14), Gustavo Rodrigues (8/10). Trainer: Washington Nunes.
- Weltmeisterschaft 2021: 18. Platz (von 32 Mannschaften)

Kader: Maik Santos (5 Spiele/0 Tore), Rangel da Rosa (6/1), César Almeida (5/0), Henrique Teixeira (5/9), João Pedro Francisco da Silva (6/8), Arthur Patrianova (5/4), Guilherme Torriani (5/14), Cléber Andrade (3/0), Fábio Chiuffa (6/12), Rudolph Hackbarth (6/21), Rogério Moraes Ferreira (6/22), Vinícius Teixeira (6/6), José Guilherme de Toledo (4/7), Leonardo Dutra (4/0), Luciano Silva (6/9), Thiago Ponciano (6/2), Haniel Langaro (6/30), Gustavo Rodrigues (6/23). Trainer: Marcus Ricardo de Oliveira.
- Weltmeisterschaft 2023: 17. Platz (von 32 Mannschaften)

Kader: Rangel da Rosa (6 Spiele/0 Tore), Leonardo Terçariol (6/0), João Pedro Francisco da Silva (6/19), Leonardo Abrahão (6/5), Guilherme Torriani (6/7), Fábio Chiuffa (6/18), Rudolph Hackbarth (6/13), Jean-Pierre Dupoux (6/35), Rogério Moraes Ferreira (6/14), Matheus Silva (6/2), Thiagus Petrus (6/3), Oswaldo Guimarães (6/3), Thiago Ponciano (6/5), Raul Nantes (6/9), Bryan Monte (6/17), Gustavo Rodrigues (6/23). Trainer: Marcus Ricardo de Oliveira.
- Weltmeisterschaft 2025: 07. Platz (von 32 Mannschaften)

→WM-Kader 2025

#### B- und C-Weltmeisterschaften
Bei den B- und C-Weltmeisterschaften, die zwischen 1976 und 1992 zur Qualifikation für Weltmeisterschaften und Olympische Sommerspiele dienten, nahm Brasilien einmal teil.
- B-Weltmeisterschaft 1987: 16. Platz (von 16 Mannschaften)

### Panamerikameisterschaften
An der Handball-Panamerikameisterschaft der Männer nahm Brasilien zwischen 1980 und 2018 bei jeder Austragung teil. Sie diente als Qualifikation zur Handball-Weltmeisterschaft der Männer. Die Panamerikameisterschaften wurden 2020 abgelöst von den Süd- und mittelamerikanischen Handballmeisterschaften und den Nordamerikanischen und karibischen Handballmeisterschaften.
- Panamerikameisterschaft 1980: 4. Platz (von 6 Mannschaften)
- Panamerikameisterschaft 1981:  2. Platz (von 7 Mannschaften)
- Panamerikameisterschaft 1983: 4. Platz (von 6 Mannschaften)
- Panamerikameisterschaft 1985:  3. Platz (von 6 Mannschaften)
- Panamerikameisterschaft 1989:  2. Platz (von 6 Mannschaften)
- Panamerikameisterschaft 1994:  2. Platz (von 7 Mannschaften)
- Panamerikameisterschaft 1996: 4. Platz (von 8 Mannschaften)
- Panamerikameisterschaft 1998:  3. Platz (von 9 Mannschaften)
- Panamerikameisterschaft 2000:  3. Platz (von 8 Mannschaften)
- Panamerikameisterschaft 2002:  2. Platz (von 8 Mannschaften)
- Panamerikameisterschaft 2004:  2. Platz (von 8 Mannschaften)
- Panamerikameisterschaft 2006:  1. Platz (von 8 Mannschaften)

Kader: Maik Santos, Alexandre Flavio Folhas, Fernando Pacheco Filho, Sidney Santos Costa Linhares, Carlos Ertel, Alexandre Rodriguez, Renato Rui, Leonardo Bortolini, Hélio Justino, Gustavo Nakamura, Alexandre Morelli, Silvio Alvin, Luis Araújo, Felipe Borges, Bruno Santana, Jardel Pizzinato. Trainer:  Jordi Ribera.
- Panamerikameisterschaft 2008:  1. Platz (von 7 Mannschaften)

Kader: Maik Santos, Fernando Pacheco Filho, Carlos Ertel, Renato Rui, Bruno Bezerra de Menezes Souza, Leonardo Bortolini, Hélio Justino, Jaqson Kojoroski, Silvio Laureano, Marcos Paulo Santos, Felipe Ribeiro, Bruno Santana, Jardel Pizzinato, Guilherme de Oliveira. Trainer: Washington Nunes.
- Panamerikameisterschaft 2010:  2. Platz (von 8 Mannschaften)
- Panamerikameisterschaft 2012:  2. Platz (von 9 Mannschaften)
- Panamerikameisterschaft 2014:  2. Platz (von 8 Mannschaften)
- Panamerikameisterschaft 2016:  1. Platz (von 12 Mannschaften)

Kader: César Almeida, Maik Santos, Felipe Borges, Lucas Cândido, Fábio Chiuffa, André Soares, João Pedro Francisco da Silva, Diogo Hubner, Henrique Teixeira, Thiagus Petrus, Oswaldo Guimarães, Haniel Langaro, Leonardo Santos, José Guilherme de Toledo, Alexandro Pozzer. Trainer:  Jordi Ribera.
- Panamerikameisterschaft 2018:  2. Platz (von 11 Mannschaften)

### Süd- und zentralamerikanische Handballmeisterschaft
Seit der Austragung 2020 sind jeweils die besten drei Mannschaften der Süd- und zentralamerikanischen Handballmeisterschaft der Männer für die Weltmeisterschaft im Folgejahr qualifiziert.
- Süd- und zentralamerikanische Meisterschaft 2020:  2. Platz (von 6 Mannschaften)

Kader: Henrique Teixeira, Guilherme Gama, Cléber Andrade, Rogério Moraes Ferreira, Thiagus Petrus, Rangel da Rosa, Alexandro Pozzer, Felipe Borges, Fábio Chiuffa, Oswaldo Guimarães, Matheus Silva, Haniel Langaro, Raul Nantes, Leonardo Terçariol, Rudolph Hackbarth, Gustavo Rodrigues, Pedro Pacheco, Lucas Santos. Trainer:  Daniel Gordo.
- Süd- und zentralamerikanische Meisterschaft 2022:  1. Platz (von 7 Mannschaften)

Kader: João Pedro Francisco da Silva, Guilherme Borges, Arthur Souza, Cléber Andrade, Rogério Moraes Ferreira, Thiagus Petrus, Rangel da Rosa, Guilherme Torriani, Fábio Chiuffa, Leonardo Dutra, Thiago Ponciano, Haniel Langaro, Raul Nantes, Rudolph Hackbarth, Alan Santos, Gustavo Cesar, Matheus Francisco, Augusto Almeida. Trainer: Marcus Ricardo de Oliveira.
- Süd- und zentralamerikanische Handballmeisterschaft 2024: 1. Platz (von 6 Mannschaften)

### Panamerikanische Spiele

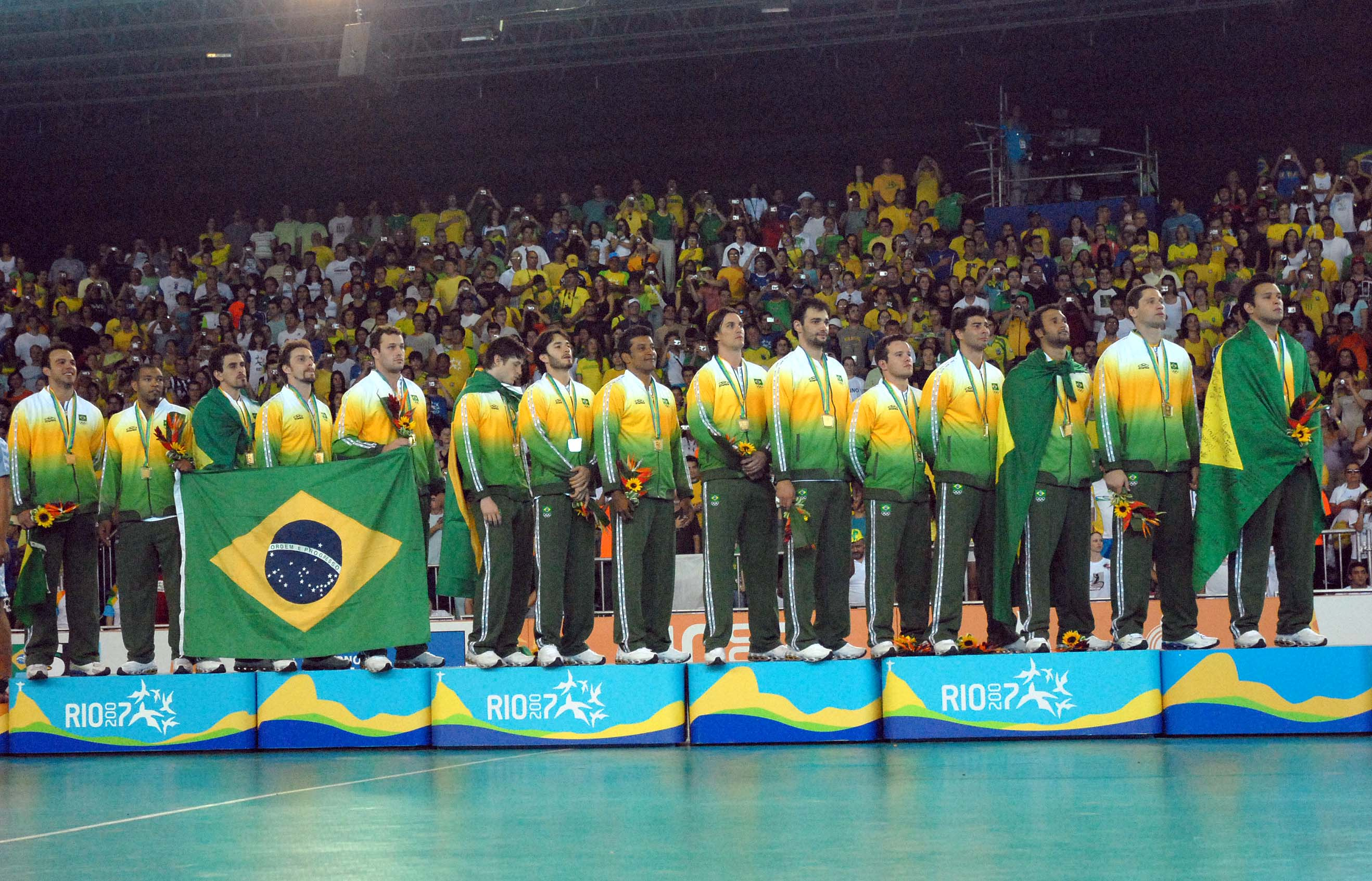
Die siegreiche Mannschaft bei den Panamerikanischen Spielen 2007.

- Panamerikanische Spiele 1987:  3. Platz
- Panamerikanische Spiele 1991:  2. Platz
- Panamerikanische Spiele 1995:  2. Platz
- Panamerikanische Spiele 1999:  2. Platz
- Panamerikanische Spiele 2003:  1. Platz

Kader: Alexandre Flavio Folhas, Jardel Pizzinato, Alexandre Vasconselos, Renato Rui, Hélio Justino, José Ronaldo do Nascimento, Jair Alves, Daniel Baldacin, Winglitton Rocha Barros, Eduardo Henrique dos Reis, Guga Silva, Marcos Paulo Santos, Bruno Bezerra de Menezes Souza, Fabio Vanini. Trainer: Alberto Rigolo.
- Panamerikanische Spiele 2007:  1. Platz

Kader: Maik Santos, Fernando Pacheco Filho, Carlos Ertel, Renato Rui, Bruno Bezerra de Menezes Souza, Leonardo Bortolini, Hélio Justino, Jaqson Kojoroski, Silvio Laureano, Alexandre Vasconselos, Felipe Ribeiro, Bruno Santana, Jardel Pizzinato, Guilherme de Oliveira. Trainer: Washington Nunes.
- Panamerikanische Spiele 2011:  2. Platz
- Panamerikanische Spiele 2015:  1. Platz

Kader: Maik Santos, César Almeida, Henrique Teixeira, Fernando Pacheco Filho, Bruno Santana, Raul Nantes, Lucas Cândido, Diogo Hubner, Thiagus Petrus, Alexandro Pozzer, Felipe Borges, Fábio Chiuffa, Vinícius Teixeira, Oswaldo Guimarães, André Soares. Trainer:  Jordi Ribera.
- Panamerikanische Spiele 2019:  3. Platz
- Panamerikanische Spiele 2023:  2. Platz

Kader: João Pedro Silva, Leonardo Abrahão, José Guilherme de Toledo, Rogério Moraes Ferreira, Rangel da Rosa, Matheus da Silva, Leonardo Dutra, Haniel Langaro, Leonardo Terçariol, Rudolph Hackbarth, Bryan Monte, Gustavo Rodrigues, Jean-Pierre Dupoux, Thiagus Petrus, Thiago Ponciano, Fábio Chiuffa. Trainer: Marcus Ricardo de Oliveira.

### Südamerikaspiele
- Südamerikaspiele 2002:  2. Platz (von 5 Mannschaften)

Kader: Adalberto Pereira Silva, Alexandre Flávio Folhas, Alexandre Morelliva Vasconcelos, Carlos Alberto Freitas Silva, Claudiomiro Souza Costa, Daniel Baldacin, Ederson Lambert Chagas, Eduardo Henrique Reis, Hélio Justino, Jair Henrique Alves Júnior, Jaqson Luiz Kojoroski, José Ronaldo Nascimento, Maik Santos, Marcos Santos, Renato Rui, Sidney Santos Costa, Wingliton Rocha Barros.
- Südamerikaspiele 2006: nicht teilgenommen
- Südamerikaspiele 2010:  1. Platz (von 5 Mannschaften)

Kader: Leonardo Bortolini, Fábio Chiuffa, Joao Victor Feliciano, Uelington Ferreira, Julio Cesar Gomes, Luiz Ricardo Miles do Nascimento, Rodrigo Moraes, David Nunes, Fernando Pacheco Filho, Gil Pires, Felipe Ribeiro, Bruno Santana, Maik Santos, Thiagus Petrus, Alexandre Silva, Diogo Souza.
- Südamerikaspiele 2014:  1. Platz (von 7 Mannschaften)

Kader: Guilherme Valadao Gama, Diogo Kent Hubner, Fábio Chiuffa, Artur Malburg Patrianova, Vinicius Teixeira, Fernando Jose Magalhaes Pacheco Filho, Thiagus Roberto Torres Goncalves Santos, Cleber Antonio de Andrade, José Guilherme de Toledo, Rodrigo Luiz Joench, Andre Vinicius Mendes Silva, Artur Medeiros Ataliba de Sousa, Henrique Teixeira, Luiz Ricardo Miles do Nascimento, Wesley Aparecido de Freitas, Maik Santos.
- Südamerikaspiele 2018:  1. Platz (von 7 Mannschaften)

Kader: Rogério Moraes Ferreira, Rudolph Hackbarth, Thiago Ponciano, Thiagus Petrus, Acacio Marques Moreira Filho, Alexandro Pozzer, Arthur Flosi Alexandre Peao, Cesar Almeida, Fábio Chiuffa, Felipe Borges, Felipe Venancio Santaela, Henrique Teixeira, José Guilherme de Toledo, Leonardo Dutra, Leonardo Terçariol, Oswaldo Guimaraes.
- Südamerikaspiele 2022: nicht teilgenommen

## Weitere Turnierteilnahmen
(Auswahl)
- Bei der letzten Austragung des Supercups in Deutschland nahm 2015 mit Brasilien erstmals eine südamerikanische Mannschaft teil und erreichte den dritten Platz von vier Mannschaften.
- Beim Yellow Cup in der Schweiz erreichte die Auswahl 2017 den zweiten Platz von vier Mannschaften.
- Beim Gjensidige Cup in Norwegen belegte das Team 2019 und 2023 den dritten Platz von vier Mannschaften.

## Spieler und Trainer

### Aktueller Kader
Aus dem 35-köpfigen vorläufigen Kader nominierte Trainer Marcus Ricardo de Oliveira folgende 18 Spieler für die Weltmeisterschaft 2023.
- Torhüter: Rangel da Rosa, Leonardo Terçariol, Buda
- Linksaußen: Guilherme Torriani, Jean-Pierre Dupoux
- Rechtsaußen: Rudolph Hackbarth, Fábio Chiuffa
- Rückraum links: Raul Nantes, Thiago Ponciano, Leonardo Dutra, Thiagus Petrus
- Rückraum Mitte: João Pedro Silva, Leonardo Abrahão Silveira
- Rückraum rechts: Oswaldo Maestro, Gustavo Rodrigues
- Kreisläufer: Rogério Moraes Ferreira, Guilherme Borges, Matheus Silva

### Bisherige Trainer
| Zeitraum   | Nation    | Trainer                    |
| ---------- | --------- | -------------------------- |
|            | Brasilien | Antonio Carlos Simões      |
|            | Brasilien | Marcelo Cavichiolo         |
| 1996–2004  | Brasilien | Alberto Rigolo             |
| 2004–2005  | Brasilien | Washington Nunes           |
| 2005–2008  | Spanien   | Jordi Ribera               |
| 2008–2009  | Brasilien | Washington Nunes           |
| 2009–2012  | Spanien   | Javier García Cuesta       |
| 2012–2016  | Spanien   | Jordi Ribera               |
| 2016–2019  | Brasilien | Washington Nunes           |
| 2019–2020  | Spanien   | Daniel Gordo               |
| 2020–heute | Brasilien | Marcus Ricardo de Oliveira |